# Mandres-la-Côte
Mandres-la-Côte település Franciaországban, Haute-Marne megyében. Lakosainak száma 558 fő (2022. január 1.). Mandres-la-Côte Biesles, Lanques-sur-Rognon, Nogent és Sarcey községekkel határos.

## Népesség
A település népességének változása:
| Lakosok száma | 472  | 402  | 392  | 501  | 522  | 515  | 538  | 553  | 555  | 558  |
|               | 1968 | 1982 | 1990 | 2006 | 2013 | 2015 | 2017 | 2019 | 2020 | 2022 |